# Liste der Kulturgüter in Plateau de Diesse
Die Liste der Kulturgüter in Plateau de Diesse enthält alle Objekte in der Gemeinde Plateau de Diesse im Kanton Bern, die gemäss der Haager Konvention zum Schutz von Kulturgut bei bewaffneten Konflikten, dem Bundesgesetz vom 20. Juni 2014 über den Schutz der Kulturgüter bei bewaffneten Konflikten sowie der Verordnung vom 29. Oktober 2014 über den Schutz der Kulturgüter bei bewaffneten Konflikten unter Schutz stehen.
Objekte der Kategorie A sind im Gemeindegebiet nicht ausgewiesen, Objekte der Kategorie B sind vollständig in der Liste enthalten, Objekte der Kategorie C fehlen zurzeit (Stand: 2. April 2024). Unter übrige Baudenkmäler sind geschützte Objekte zu finden, die im Bauinventar des Kantons Bern als «schützenswert» verzeichnet sind.

## Kulturgüter
| Foto |                                                              | Objekt                                     | Kat. | Typ | Standort                                  | Beschreibung |
| ---- | ------------------------------------------------------------ | ------------------------------------------ | ---- | --- | ----------------------------------------- | --- |
| ja   | Datei hochladen · Wikidata zu Reformierte Kirche (Q29674506) | Reformierte Kirche / Temple KGS-Nr.: 00873 | B    | G   | Diesse, Route de Prêles 9 575600 / 217952 | Im Jahr 1065 erstmals erwähntes und vom 10. bis 15. Jahrhundert mehrmals verändertes Kirchengebäude, mit Turm von 1460. Das Kirchenschiff des romanischen Bauwerks ist mit einer grossen offenen Aussenterrasse ausgestattet, mit dem Haupttor von 1525 und einer Nebentür, die zur Empore führt. |

## Übrige Baudenkmäler
Hinweis: Anstelle der KGS-Nummer wird als Objekt-Identifikator (ID) die Grundstücksnummer verwendet.
| ID   | Foto |                                                                     | Objekt                                                                                             | Typ | Standort                                          | Beschreibung                                                                                         |
| ---- | ---- | ------------------------------------------------------------------- | -------------------------------------------------------------------------------------------------- | --- | ------------------------------------------------- | --- |
| 676  | BW   | Datei hochladen                                                     | Bauernhaus (18./19. Jh.) / Ferme (fin 18ème/1er quart 19ème s.)                                    | G   | Lamboing, Chemin des Jonquilles 1 578952 / 218977 | |
| 2004 | ja   | Datei hochladen · Wikidata zu Schulhaus (1863) (Q112066113)         | Schulhaus (1863) / Ecole (1863)                                                                    | G   | Lamboing, Route de Diesse 2 577046 / 218547       | |
| 2006 | BW   | Datei hochladen                                                     | Brunnen (1672) / Fontaine (1672)                                                                   | K   | Lamboing, Route d'Orvin N.N. 577062 / 218526      | |
| 2012 | BW   | Datei hochladen                                                     | Brunnen (1655) / Fontaine (1655)                                                                   | K   | Lamboing, Route de Diesse N.N. 576820 / 218464    | |
| 2016 | BW   | Datei hochladen                                                     | Schulhaus (1830) / Ecole (1830)                                                                    | G   | Diesse, Route de Nods 2 575533 / 218101           | |
| 2099 | BW   | Datei hochladen                                                     | Ehemalige Mühle und Sägerei (1636/37) / Ancien moulin et scierie (1636/37)                         | G   | Lamboing, Les Moulins 5 577242 / 217929           | |
| 2122 | BW   | Datei hochladen                                                     | Schulzentrum (1926) / Foyer d'éducation (1926)                                                     | G   | Prêles, Châtillon 14 574469 / 216358              | |
| 2155 | BW   | Datei hochladen                                                     | Wohnhaus, ehemals Bauernhof (1718) / Habitation, anciennement ferme (1718)                         | G   | Diesse, Route de Nods 12, 14 575430 / 218047      | |
| 2158 | BW   | Datei hochladen                                                     | Brunnen (1847) / Fontaine (1847)                                                                   | K   | Prêles, Milieu du Village N.N.2 576645 / 216566   | |
| 2158 | BW   | Datei hochladen                                                     | Brunnen (1774) / Fontaine (1774)                                                                   | K   | Prêles, Place du village N.N. 576610 / 216514     | |
| 2161 | BW   | Datei hochladen                                                     | Wohnhaus, ehemals Bauernhof (1860) / Habitation, anciennement ferme (1860)                         | G   | Diesse, Route de Prêles 7 575581 / 217980         | |
| 2176 | BW   | Datei hochladen                                                     | Ehemaliges Bauernhaus (1818) / Ancienne ferme (1818)                                               | G   | Lamboing, Route d’Orvin 15 577184 / 218570        | |
| 2215 | BW   | Datei hochladen                                                     | Wohnhaus, ehemals Bauernhof (1854) / Habitation, anciennement ferme (1854)                         | G   | Diesse, Route de Lamboing 1 575565 / 218106       | |
| 2221 | BW   | Datei hochladen                                                     | Wohnhaus, ehemals Bauernhof (19. Jh.) / Habitation, anciennement ferme (19ème s.)                  | G   | Diesse, Chemin de l'Arzillière 2 575543 / 217888  | |
| 2229 | BW   | Datei hochladen                                                     | Wohn- und Geschäftshaus (1848) / Habitation-commerce (1848)                                        | G   | Diesse, Route de Nods 1 575537 / 218068           | |
| 2235 | BW   | Datei hochladen                                                     | Bauernhaus (1611) / Ferme (1611)                                                                   | G   | Diesse, Chemin Neuf 1 575483 / 218085             | |
| 2240 | BW   | Datei hochladen                                                     | Speicher (um 1760) / Grenier (um 1760)                                                             | G   | Lamboing, Route de Diesse 10a 576944 / 218577     | |
| 2244 | BW   | Datei hochladen                                                     | Wohnhaus, ehemals Bauernhof (1818) / Habitation, anciennement ferme (1818)                         | G   | Diesse, Derrière Montet 6 575636 / 217981         | |
| 2252 | BW   | Datei hochladen                                                     | Bauernhaus (1875) / Ferme (1875)                                                                   | G   | Diesse, Route de Lamboing 7–9 575620 / 218146     | |
| 2258 | BW   | Datei hochladen                                                     | Speicherturm (16. Jh.) / Tour, anciennement grenier-cave (16ème s.)                                | G   | Diesse, Derrière Montet 18 575664 / 218054        | |
| 2258 | BW   | Datei hochladen                                                     | Ehemaliges Bauernhaus (1789) / Ancienne ferme (1789)                                               | G   | Lamboing, Le Crêt 4 577060 / 218591               | |
| 2290 | BW   | Datei hochladen                                                     | Pfarrhaus (1676) / Cure (1676)                                                                     | G   | Diesse, Route de Prêles 11 575599 / 217920        | |
| 2290 | BW   | Datei hochladen                                                     | Taubenhaus (17. Jh.) / Pigeonnier (17ème s.)                                                       | G   | Diesse, Route de Prêles 15a 575619 / 217910       | |
| 2334 | BW   | Datei hochladen                                                     | Ehemaliges Bauernhaus (1595) / Habitation, anciennnement ferme (1595)                              | G   | Diesse, Route de Nods 10 575444 / 218054          | |
| 2354 | BW   | Datei hochladen                                                     | Speicher (1786) / Grenier (1786)                                                                   | G   | Prêles, La Chaîne 11a 576594 / 216602             | |
| 2359 | BW   | Datei hochladen                                                     | Bauernhaus (1833) / Ferme (1833)                                                                   | G   | Prêles, Sous Banbois 31 576619 / 216097           | |
| 2364 | BW   | Datei hochladen                                                     | Speicher (1731) / Grenier (1731)                                                                   | G   | Prêles, Le Malié 6a 576791 / 216473               | |
| 2369 | BW   | Datei hochladen                                                     | Speicher (1863) / Grenier (1863)                                                                   | G   | Prêles, Chemin des Saigneules 1a 576512 / 216508  | |
| 2419 | BW   | Datei hochladen                                                     | Bauernhaus und Wohnhaus (19. Jh.) / Ferme et habitation (19ème s.)                                 | G   | Prêles, Route de Diesse 6 576505 / 216609         | |
| 2504 | BW   | Datei hochladen                                                     | Bauernhaus (frühes 19. Jh.) / Ferme (debut 19ème s.)                                               | G   | Prêles, Le Crêt de Fourmis 1 576778 / 216515      | |
| 2521 | BW   | Datei hochladen                                                     | Bauernhaus und Wohnhaus (1807) / Ferme et habitation (1807)                                        | G   | Prêles, Route de Diesse 12 576491 / 216690        | |
| 2525 | BW   | Datei hochladen · Wikidata zu Hütte auf dem Tessenberg (Q130323740) | Sommerhaus (1920) / Maison d'été (1920)                                                            | G   | Prêles, Route de La Neuveville 63 575600 / 214795 | Paul Artaria erbaute die schlichte Holzhütte, eine Vorstufe der modernen Architektur in der Schweiz. |
| 2596 | BW   | Datei hochladen                                                     | Bauernhaus (1820) / Ferme (1820)                                                                   | G   | Prêles, Sous Banbois 2 576587 / 216481            | |
| 2596 | BW   | Datei hochladen                                                     | Traditioneller Holzspeicher auf gemauertem Sockel / Grenier traditionnel en bois sur socle maçonné | G   | Prêles, Sous Banbois 2a 576578 / 216507           | |